# تشارلز براون (سياسي)
تشارلز براون (بالإنجليزية: Charles Browne)‏ هو سياسي أمريكي، ولد في 28 سبتمبر 1875 في الولايات المتحدة، وتوفي بنفس المكان في 17 أغسطس 1947. حزبياً، نشط في الحزب الديمقراطي. انتخب عضو جمعية نيوجيرسي العامة وانتخب عضو مجلس النواب الأمريكي.